# Ingrid Holzhammer
Ingrid Holzhammer (* 18. Dezember 1947 in Linz) ist eine österreichische Politikerin und war 2003 bis 2009 sozialdemokratische Vizebürgermeisterin der Stadt Linz. Mit ihrem Mann Richard hat sie eine gemeinsame Tochter, Claudia (* 1971).

## Ausbildung
Nach Volks- und Hauptschule besuchte sie von 1963 bis 1966 die Linzer Handelsschule und anschließend das Gymnasium für Berufstätige in Linz, das sie 1971 mit der Matura abschloss. An der Universität Linz studierte sie Rechtswissenschaften und promovierte im Juli 1976 zum Doktor der Rechte.

## Beruflicher Werdegang
Holzhammer war von 1966 bis 1971 als Vertragsbedienstete an der Johannes Kepler Universität Linz tätig. 1971 trat sie der Sozialdemokratischen Partei Österreichs bei. Von 1976 bis 1980 Gerichtstätigkeit in Linz, wobei sie im Oktober 1979 die Richteramtsprüfung ablegte.
Seit 1980 ist sie beim Magistrat Linz tätig. Sieben Jahre lang war sie Leiterin der Rechtsabteilung des Amtes für Jugend und Familie, anschließend drei Jahre Leiterin des Amtes für soziale Angelegenheiten. Sie ist seit 1987 Mitglied des Linzer Gemeinderates. Schließlich wurde sie Sozialstadträtin und von 2003 bis 2009 war sie 1. Vizebürgermeisterin.
Weitere politische Funktionen sind die Mitgliedschaft des SPÖ-Landesparteivorstandes, des SPÖ-Landesfrauenvorstandes. Sie ist stellvertretende SPÖ-Bezirksparteivorsitzende, Landesvorsitzende des OÖ Pensionistenverbandes und Vorsitzende des Sozialausschusses des Österreichischen Städtebundes.
Ihre Tätigkeiten in der Stadt Linz sind Aufsichtsrats-Vorsitzende der SZL Seniorenzentren Linz GmbH, stellvertretende Vorsitzende des Sozialvereins B37. Sie ist Mitglied zahlreicher anderer Sozialvereine sowie Vorsitzende des Familien- und Sozialausschusses des Jugendbeirates.